# Радченко, Меланья Артёмовна
Меланья Артёмовна Радченко, другой вариант имени — Мелания (12 января 1913, село Литвинец, Каневский уезд, Киевская губерния, Российская империя — 12 января 1973, Херсон, Украинская ССР) — рабочая Урекского совхоза Министерства сельского хозяйства СССР, Махарадзевский район, Грузинская ССР. Герой Социалистического Труда (1949) .

## Биография
Родилась в 1913 году в крестьянской семье в селе Литвинец Каневского уезда (сегодня — Черкасский район Черкасской области Украины). После получения начального образования трудилась в сельском хозяйстве. После коллективизации трудилась садоводом, птичницей, дояркой, телятницей в различных сельскохозяйственных предприятиях в Украинской ССР. В послевоенное время поехала на работу по набору в Махарадзевский район Грузинской ССР, где требовались рабочие в новые цитрусовые сады. Трудилась в Урекском совхозе Махарадзевского района.
В 1948 году собрала в среднем с каждого дерева по 1235 мандаринов с 420 полновозрастных плодоносящих деревьев. Указом Президиума Верховного Совета СССР от 5 июля 1949 года удостоена звания Героя Социалистического Труда за "получение высокого урожая сортового зелёного чайного листа и цитрусовых плодов в 1948 году с вручением ордена Ленина и золотой медали «Серп и Молот» (№ 4037).
Этим же Указом званием Героя Социалистического Труда были награждены директор совхоза Алфесий Семёнович Трапаидзе, главный агроном Вениамин Ивлианович Тодрия, заведующий отделением Илья Васильевич Маглакелидзе, бригадир Фёдор Григорьевич Анчербак, рабочие Ольга Егоровна Милаева, Кирилл Семёнович Мазурик, Ольга Кирилловна Мазурик, Зинаида Васильевна Ряшенцева, Мария Яковлевна Колыбельникова, Ольга Фёдоровна Пашкова.
В 1951 году возвратилась на Украину. Трудилась заведующей птицефермой в селе Чкалово Новотроицкого района Херсонской области. С 1962 до выхода на пенсию в 1966 году — заведующая скотофермой совхоза «Должанский» Свердловского района Ворошиловградской области.
Избиралась депутатов Розо-Люксембургского сельского Совета депутатов трудящихся Каховского района, кандидатом в члены Украинского республиканского совета профсоюзов.
После выхода на пенсию проживала в селе имени Розы Люксембург (сегодня — Фёдоровка) Каховского района. С 1968 года — персональный пенсионер союзного значения. Умерла в январе 1973 года в Херсоне. Похоронена на кладбище посёлка Киндийка в городских границах Херсона.